# Cteniopus holzschuhi
Cteniopus (Lechinius) holzschuhi – gatunek chrząszcza z rodziny czarnuchowatych i podrodziny cisawkowatych.
Gatunek ten został opisany w 2009 roku przez Vladimíra Nováka i nazwany na cześć Carolusa Holzschuha.
Czarnuch o ciele długości od 12,6 do 15,2 mm, najszerszym około ⅔ długości pokryw, ubarwionym żółtawobrązowo z ciemniejszą głową, czułkami i stopami. Przedplecze płaskie, sześciokątne, szersze i silniej poprzeczne niż u C. fossulatus; jego boczne krawędzie w tylnej połowie delikatnie wykrojone, a kąty tylne wyraźnie ostre. Przednie odnóża o członach stóp trzecim i czwartym tej samej długości. Powierzchnia przedplecza mikrogranulowana i płytko punktowana. Pokrywy ciemno oszczecone. Tylne odnóża samców o prostych goleniach.
Chrząszcz endemiczny dla Bhutanu.